# 邱欽洲
邱欽洲（1910年1月28日—1969年12月4日），臺灣政治人物，中國國民黨籍，生於臺中市，是丘逢甲的姪子。曾任臺中市參議員、臺中市議員、臺中市議會正副議長，1960年至1964年擔任臺中市市長。

## 生平
邱欽洲出生於1910年（明治四十三年）1月28日，父親邱集，家中排行第四，曾就讀臺中州立臺中第一中學校（今臺中市立臺中第一高級中等學校）及早稻田大学。臺灣光復後，邱欽洲出任臺中市參議員。臺中市參議會改為臺中市議會後，又連任市議員長達13年。其後當選為臺中市議會第一屆副議長，並連任第二、第四屆議長。1960年縣市長選舉，中國國民黨提名邱欽洲競選臺中市市長，並以54,014票當選。1964年卸任後，奉調臺灣省政府顧問，並兼任台灣土地開發公司副总经理。1969年12月4日，邱欽洲因心脏病突發，送醫急救不治逝世，享年60歲。

## 家庭
- 叔叔：丘逢甲
- 父親：邱集
- 姐姐：陳丘阿慎
- 姐夫：陳彩龍
- 外甥：陳端堂（第七屆臺中市市長）
- 外甥孫：陳文憲（第十三屆臺中市市長張溫鷹的丈夫）
- 女兒：邱淑惠